# Алеман, Наусет
Наусет Алеман Вьера (исп. Nauzet Alemán Viera; род. 25 февраля 1985, Лас-Пальмас-де-Гран-Канария) — испанский футболист, игравший на позиции полузащитника.

## Клубная карьера
Наусет Алеман — воспитанник футбольного клуба «Лас-Пальмас». 14 сентября 2003 года Алеман дебютировал в Сегунде, выйдя на замену в гостевом поединке против «Нумансии». По итогам сезона 2003/04 «Лас-Пальмас» покинул Сегунду, и следующие 2 года Алеман вместе с командой провёл в Сегунде B. В сезоне 2006/07 канарский клуб вновь играл в Сегунде, а 20 сентября 2006 Алеман забил свой первый гол в рамках Сегунды, ставший единственным и победным в гостевой игре с «Мурсией».
Летом 2009 года Наусет Алеман перешёл в клуб Примеры «Вальядолид». 30 августа 2009 года он дебютировал в главной испанской футбольной лиге, выйдя в стартовом составе в гостевом поединке против «Альмерии». А уже в следующем туре он забил свой первый гол в Примере, сравняв счёт в домашней игре с «Валенсией». 17 октября того же года Алеман забил мадридскому «Реалу» на Сантьяго Бернабеу, а спустя неделю после этого сделал дубль в ворота «Депортиво», положивший начало его разгрому с итоговым счётом 0:4. Однако это не помогло «Вальядолиду», по итогам сезона 2009/10 вылетевшего из Примеры. Следующие 2 сезона Алеман продолжил выступать за «Вальядолид», но уже в Сегунде. 8 сентября 2011 года он сделал покер в домашнем матче с «Таррагоной», проходившем в рамках Кубка Испании.
Летом 2012 года Алеман вернулся в «Лас-Пальмас».